# Werner Geigges
Werner Geigges (* 24. März 1953 in Beuren an der Aach) ist ein deutscher Arzt.

## Leben
Werner Geigges wurde als Sohn des Franz und der Martina Geigges in Beuren an der Aach geboren. Dort besuchte er auch die Grundschule. Danach war er bis zur Reifeprüfung Internatsschüler am Staatlichen Aufbaugymnasium in Meersburg. 1973 leistete er Zivildienst als Militärersatzdienst im Städtischen Krankenhaus Singen (Hohentwiel).
Von 1974 bis 1978 studierte er Humanmedizin an der Albert-Ludwigs-Universität Freiburg im Breisgau und von 1979 bis 1981 an der Ruprecht-Karls-Universität Heidelberg. Die Approbation als Arzt erhielt er im November 1981. Im Rahmen seiner Weiterbildung zum Facharzt für Innere Medizin arbeitete er von 1982 bis 1985 in der Fachklinik Königstuhl für Innere Medizin, insbesondere Herz- und Kreislauferkrankungen, und von 1985 bis 1987 in der Medizinischen Klinik der Städtischen Krankenanstalten Heilbronn. 1985 verteidigte er an der Psychiatrischen Universitätsklinik in Heidelberg seine Dissertation über eine klinisch-epidemiologische Fallstudie.
Berufsbegleitend absolvierte er zwischen 1981 und 1987 Weiterbildungen in Tiefenpsychologischer Psychotherapie (Psychosomatische Universitäts Klinik Heidelberg, Walter Bräutigam, Sophinette Becker) sowie in Systemischer Paar- und Familientherapie (Universität Heidelberg, Helm Stierlin). Von 1987 bis 2010 war er an der Rehaklinik Glotterbad der LVA Baden-Württemberg tätig.
1980 heiratete Werner Geigges die Psychologiestudentin (spätere Psychologische Psychotherapeutin) Christa Probst. Das Paar hat einen Sohn und eine Tochter.

## Werke (Auswahl)
- mit Christa Probst-Geigges: Paar- und Familientherapie. Störungsbilder. Schwere und chronische Krankheiten. In: M. Wirsching und P. Scheib (Hrsg.): Paar- und Familientherapie. Springer, Berlin 2002, S. 395–411 ISBN 978-3-662-09175-3.
- mit K. Osthoff, P. Scheib: Paar- und Familientherapie. Ausbildung zum Paar- und Familientherapeuten. In: M. Wirsching und P. Scheib (Hrsg.): Paar- und Familientherapie. Springer, Berlin 2002, S. 677–687 ISBN 978-3-662-09175-3.
- mit K. Fritzsche, A. Hartmann, Jörg Michael Herrmann, C. Kemmerich, H. Meinshausen, C. Napp, B. Niklaus, D. Richter, Thure von Uexküll, Michael Wirsching: Anforderungen an ein Curriculum „Psychosomatische Grundversorgung“. Ergebnisse einer vierjährigen Begleitevaluation. Gustav Fischer Verlag: ZaeF 1996, 90: 733-740.
- Biosemiotik bei Thure von Uexküll. In: Jahrbuch Psychotraumatologie 2009: Biosemiotik in der psychosomatischen Medizin. Asanger Verlag GmbH Kröning 2009 – ISBN 978-3-89334-530-4 – Seite 11-23.
- mit Jörg Michael Herrmann, O.W. Schonecke: Fibromyalgie. - Infektionskrankheiten In: Th. v. Uexküll: Psychosomatische Medizin. Hrsg.: R.H. Adler, J.M. Herrmann, K. Köhle, O.W. Schonecke, Th. von Uexküll, W. Wesiack. Urban & Schwarzenberg, 4. Aufl., 1990.
- mit Christa Probst-Geigges, W. Stiels, J.M. Herrmann: Gruppentherapeutischer Ansatz in der Rehabilitation. In: H. Weber-Falkensammer (Hrsg.): Psychologische Therapieansätze in der Rehabilitation. Gustav-Fischer-Verlag 1992.
- mit Jörg Michael Herrmann, W. Stiels: Biopsychosoziale Rehabilitation. In: R. H. Adler, W. Bertram, A. Haag, Jörg Michael Herrmann, K. Köhle, Thure von Uexküll (Hrsg.): Integrierte Psychosomatische Medizin in Praxis und Klinik, Schattauer Verlag 2. Aufl., 1992.
- mit K. Rössler, M. Franck, H. Schäfer, Jörg Michael Herrmann: Respiratorisches Feedback in der Rehabilitation onkologischer Patienten – differentielle Indikation, therapeutische Effekte, Patienten-Compliance. In: R. Schwarz, S. Zettl (Hrsg.): Praxis der Psychosozialen Onkologie, 177–186, Band 2 (1993), Verlag für Medizin Dr. E. Fischer, Heidelberg
- Beiträge in Rolf H. Adler, Jörg Michael Herrmann, K. Köhle, O.W. Schonecke, Thure von Uexküll, W. Wesiack (Hrsg.): Psychosomatische Medizin, Urban & Schwarzenberg, 5. Aufl., 1995
  - Familienprozesse bei Krebskranken.
  - mit Jörg Michael Herrmann: Infektionskrankheiten.
  - mit Jörg Michael Herrmann, O. W. Schonecke: Fibromyalgie.
- Funktionelle Störungen und Familientherapie. In: Jörg Michael Herrmann, H. Lisker, G. J. Dietze (Hrsg.): Funktionelle Erkrankungen – Diagnostische Konzepte Therapeutische Strategien. Urban & Schwarzenberg 1996.
- mit Thure von Uexküll, Jörg Michael Herrmann: Endosemiose. In: R. Prosner, K. Robering, Gh. A. Sebok (Hrsg.): Semiotik/semiotics – Ein Handbuch zu den Zeichen theoretischen Grundlagen von Natur und Kultur. 1. Teilband 464-487, Walter de Gruyter 1997.
- Balint-Gruppen und reflektierte Kasuistik. In: B. Hontschik, Thure von Uexküll (Hrsg.): Psychosomatik in der Chirurgie. Schattauer Verlag 1999.
- mit Christa Probst-Geigges: Schwere und chronische Krankheiten. In: M. Wirsching, P. Scheib (Hrsg.): Paar- und Familientherapie. Springer Verlag 2002.
- mit K. Osthoff, P. Scheib: Wie wird man Paar- und Familientherapeut und warum? In: Michael Wirsching, P. Scheib (Hrsg.): Paar- und Familientherapie. Springer Verlag 2002.
- mit Thure von Uexküll, Jörg Michael Herrmann: Endosemiosis. In: moutont classics – from syntax to Cognition, from phonology to text Vol. 2. Moutont de Gruyter 2002.
- mit Thure von Uexküll, R.Plassmann (Hrsg.): Integrierte Medizin – Modell und Klinische Praxis. Schattauer Verlag 2002.
- Koronare Herzkrankheit: Der verwaltete Körper oder die Verwechslung von Autonomie und Autarkie. In: Thure von Uexküll, R. Plassmann (Hrsg.): Integrierte Medizin. Schattauer Verlag 2002.
- Hochdruckkrisen als Passungsstörung. In: Thure von Uexküll, R. Plassmann (Hrsg.): Integrierte Medizin. Schattauer Verlag 2002.
- Reflektierte Kasuistik als Instrument der Forschung und Lehre einer integrierten Medizin. In: Thure von Uexküll, R. Plassmann (Hrsg.): Integrierte Medizin. Schattauer Verlag 2002.
- Familiendynamik und Familientherapie. - Familienprozesse bei Krebskrankheiten. In: Rolf H. Adler, Jörg Michael Herrmann, K. Köhle, W. Langewitz, O.W. Schonecke, Thure von Uexküll, W. Wesiak (Hrsg.): Psychosomatische Medizin. Urban & Fischer, 6. Auflage 2003.
- Beiträge in K. Fritsche, Werner Geigges, D. Richter, Michael Wirsching (Hrsg.): Psychosomatische Grundversorgung. Springer Verlag 2003.
  - Das Paar-und Familiengespräch. - Das bio-psycho-soziale Modell von Krankheit am Beispiel der koronaren Herzkrankheit.
  - mit Thure von Uexküll: Von der dualistischen Medizin zur integrierten Heilkunde. - Leitideen einer psychosomatischen Grundversorgung als integrierte Medizin.
  - mit K. Fritzsche: Herzinfarkt.
  - mit K. Fritzsche, B. Niklaus, D. Noelle, D. Richter: Faktoren der Basistherapie.
- Behandlungstechniken. In: B. Scheib, Michael Wirsching (Hrsg.): Paar- und Familientherapie-Leitlinie und Quellentext, Schattauer Verlag 2004.
- mit K. Fritsche: Paar- und Familiengespräch. In: A. Schweickhardt, K. Fritzsche: Kursbuch Ärztliche Kommunikation, Deutscher Ärzteverlag 2007 (2. Aufl. 2009).
- Familiendynamik und Familientherapie. In: Rolf H. Adler, W. Herzog, K. Köhle, W. Langewitz, W. Wesiack (Hrsg.): Thure von Uexküll: Psychosomatische Medizin, Urban & Fischer / Elsevier, München 2010, 7. Auflage.
- Krankheit als Passungsverlust – Therapie als Suche nach salutogener Passung. In: W. Rißmann (Hrsg.): Was ist Gesundheit? „Körper“ – „Seele“ – „Geist“. Verlag Königshausen & Neumann GmbH in Würzburg, 2011.
- Akzeptanz von Schicksalhaftigkeit als Voraussetzung für erfolgreiche Krankheitsbewältigung – Aspekte integrierter psychosomatischer Medizin. In: G. Maio (Hrsg.): Abschaffung des Schicksals, Herder-Verlag Freiburg, in press 2011.
- Therapeutische Grundhaltungen in der Arbeit mit traumatisierten Patienten im Kontext der Klinik. In: C. Firus, C. Schleier, Werner Geigges, L. Reddemann: Traumatherapie in der Gruppe, Klett-Cotta, Stuttgart – 2012; ISBN 978-3-608-89129-4.
- Pragmatische und kommunikative Realität. In: B. Hontschik, W. Bertram, Werner Geigges: Auf der Suche nach der verlorenen Kunst des Heilens – Bausteine der Integrierten Medizin, Schattauer, Stuttgart – 2013; ISBN 978-3-7945-2893-6.
- Systemische Familienmedizin. In: T. Levold, Michael Wirsching (Hrsg.): Systemische Therapie und Beratung. Das große Lehrbuch, Carl-Auer Verlag – 2014; ISBN 978-3-89670-577-8.
- Geben und Schenken als Element einer heilsamen Arzt-Patienten-Beziehung. In: G. Maio (Hrsg.): Ethik der Gabe. Humane Medizin zwischen Leistungserbringung und Sorge um den Anderen, Herder Freiburg – 2014; ISBN 978-3-451-33282-1.
- mit K. Fritzsche, S. H. McDaniel, X. Zhao, C. Abbo, G. Frahm, S. Diaz Monsalve: Family Medicine. In: K. Fritzsche, S. H. McDaniel, Michael Wirsching (Hrsg.): Psychosomatic Medicine. An International Primer for the Primary Care Setting, Springer Science + Business Media New York – 2014; ISBN 978-1-4614-1021-8.
- Beiträge in: K. Fritzsche, W. Geigges, D. Richter, M. Wirsching (Hrsg.): Psychosomatische Grundversorgung, Springer Verlag 2003.
  - Das bio-psycho-soziale Modell von Krankheit am Beispiel der koronaren Herzkrankheit.
  - mit Thure von Uexküll: Von der dualistischen Medizin zur integrierten Heilkunde. - Leitideen einer psychosomatischen Grundversorgung als integrierte Medizin.
  - mit K. Fritzsche: Herzinfarkt.
  - mit K. Fritzsche, B. Niklaus, D. Noelle, D. Richter: Faktoren der Basistherapie.
- Behandlungstechniken. In: B. Scheib, Michael Wirsching (Hrsg.): Paar- und Familientherapie-Leitlinie und Quellentext, Schattauer Verlag 2004
- Beiträge in: K. Fritzsche, Werner Geigges, D. Richter, Michael Wirsching (Hrsg.): Psychosomatische Grundversorgung, 2. Auflage, Springer-Verlag – 2015; ISBN 978-3-662-47743-4
  - mit K. Fritsche: Was ist psychosomatische Medizin? - Warum psychosomatische Grundversorgung? - Ziele der Fort- und Weiterbildung in der psychosomatischen Grundversorgung.
  - mit D. Noelle, Michael Wirsching: Das Paar- und Familiengespräch.
- Das Paar-und Familiengespräch. In: K. Fritsche, W. Geigges, D. Richter, MICHAEL Wirsching (Hrsg.): Psychosomatische Grundversorgung; Springer Verlag 2003
- Beiträge in K. Fritzsche, Werner Geigges, D. Richter, Michael Wirsching (Hrsg.): Psychosomatische Grundversorgung. 2. Auflage, Springer-Verlag – 2015; ISBN 978-3-662-47743-4
  - mit K. Fritzsche: Was ist psychosomatische Medizin? - Warum psychosomatische Grundversorgung? - Ziele der Fort- und Weiterbildung in der psychosomatischen Grundversorgung. – Krebserkrankung.
  - mit K. Fritzsche, D. Wetzel-Richter: Adipositas und metabolisches Syndrom.
  - mit K. Fritzsche, Michael Wirsching: Persönlichkeitsstörungen. – Die Balintgruppe.
  - mit Michael Wirsching: Familie und Partnerschaft.
  - mit D. Noelle, Michael Wirsching: Das Paar- und Familiengespräch.
  - mit U. Garwers, M. Poppelreuter, K. Fritzsche: Diabetes mellitus.